# Villers-bretonneux-i harckocsicsata
Az 1918. április 24-ei villers-bretonneux-i harckocsicsata az első olyan ütközet volt, amelyet tankok vívtak egymás ellen. 
A harckocsikat az első világháborúban, az 1916-os somme-i csatában vetették be először a britek. A németek ezután kezdték el fejleszteni saját harcjárművüket, és a két oldal tankjai először Észak-Franciaországban, a villers-bretonneux-i ütközetben találkoztak. A négy német gyaloghadosztály rohamát tizenhárom A7V harckocsi támogatta. A britek négy, Cachy közelében tartalékban lévő harckocsit vetettek harcba, két hím és két nőstény Mark IV-est. (A hímeket Lewis géppuskával és két Hotchkiss-ágyúval, a nőstényeket hat géppuskával szerelték fel.) Az egyik német tank kilőtte a két nőstényt az 57 milliméteres lövegével, majd az egyik Mark IV-es eltalálta egy hatfontos gránáttal, amely a legénység három tagját megölte, a többieket pedig menekülésre késztette.